# SCTV
SCTV of Sichuan Television is de provinciale televisie van de Volksrepubliek Chinese provincie Sichuan. Het hoofdkantoor is gevestigd in de provinciehoofdstad Chengdu. SCTV heeft negen televisiezenders.

## Geschiedenis
SCTV werd in 1958 opgericht, maar begon pas op 1 mei 1960 met uitzenden. Het is ook een van China's eerste provinciale televisiemaatschappijen. Sinds 1 augustus 2003 is de code van de SCTV-zenders veranderd, waardoor heel China en Zuidoost-Azië de zenders via satelliet kunnen ontvangen. Zo'n 560 miljoen mensen kunnen de zenders van SCTV kijken.

## Televisiezenders
- Sichuan satelliet 四川卫视
- SCTV cultuur- en reiszender 文化旅游频道
- SCTV economisch nieuwszender 经济频道
- SCTV nieuwszender 新闻资讯频道
- SCTV film- en entertainmentzender 影视文艺频道
- SCTV sportzender 体育频道
- SCTV vrouwen- en kinderzender 妇女儿童频道
- SCTV ontwikkelings- en educatiezender 科技教育频道
- SCTV openbare zender 公共频道